# Mise en échec

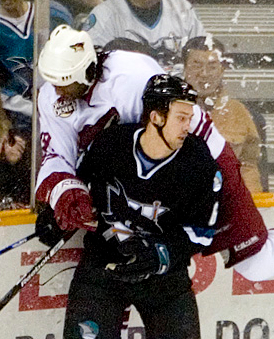
Josh Gorges appliquant une mise en échec sur Georges Laraque.

Une mise en échec ou charge est une technique défensive au hockey sur glace qui consiste à bousculer l'adversaire pour le gêner ou lui faire perdre la rondelle (palet). Pour ce faire, les joueurs utilisent leur épaule, leur hanche ou leur bras.
En France, l'utilisation de la mise en échec est autorisée depuis 1951. Elle l'est uniquement à partir de la catégorie Minimes U15, et interdite pour le hockey sur glace féminin.
Au Canada, les mises en échec sont permises en Alberta au niveau peewee (11-12 ans) et au Québec au niveau bantam (13-14 ans).

## Types de mises en échec

### Bloc
Un « bloc » consiste à faire perdre la rondelle par le biais d'une mise en échec lorsque celui-ci se trouve le long de la bande (balustrade). Lors de cette tentative, c'est la responsabilité d'un coéquipier de reprendre possession de la rondelle et non du joueur qui bloque l'adversaire. Cette technique est plutôt complexe car un joueur ne peut pas bloquer son adversaire plus que deux secondes sans risquer une pénalité pour obstruction.

### Allègement
Un allègement consiste à soutirer la rondelle d'un adversaire le long de la bande en même temps de le sortir du jeu en utilisant une mise en échec. Cette tentative est plus pratique que le bloc car elle implique seulement un joueur comparativement à deux.

## Règles
Les joueurs doivent savoir appliquer correctement une mise en échec, car certaines charges sont sanctionnées (voir article sur les pénalités):
- cinglage (frapper ou tenter de frapper un joueur avec le bâton de hockey)
- faire trébucher (que ce soit avec la crosse, le pied, le bras)
- charge incorrecte (mauvaise position, prise d'élan, saut...)
- ou plus grave : charge avec le bâton, dans la région de la tête, dans le dos, en dessous du genou, crosse haute (au-dessus des épaules), charge contre la bande (si l'adversaire n'a pas le palet), coup de coude,

Un joueur ne doit pas tenter de blesser un adversaire.

## Risques de la mise en échec
La mise en échec n'est pas sans risques, elle fait plus que tripler le risque de blessures et de commotions cérébrales dans le hockey pee-wee, selon une étude réalisée par l'Université de Calgary.
Les joueurs doivent se protéger pour réduire les risques de blessures. Les plus courantes sont les fractures, les commotions cérébrales et les coupures. Certaines peuvent occasionner des lésions permanentes comme celles infligées au joueur canadien de 17 ans Francis Gariépy, devenu paraplégique lors d’un match au niveau secondaire à la suite d’une mise en échec en 2009.
Certains groupes s’opposent au Canada à cette pratique violente du hockey.

## Jurisprudence des tribunaux

### Droit canadien
Dans l'arrêt de principe Morin c. Blais de la Cour suprême du Canada, la Cour énonce que la violation d'une norme élémentaire de prudence fait présumer le lien de causalité entre la faute et le préjudice. Dans la décision Zaccardo c. Chartis Insurance Company of Canada, la Cour supérieure du Québec a appliqué cette règle dans le contexte d'une violation des règles d'une ligue de hockey par un joueur qui a commis une mise en échec par-derrière interdite par Hockey Canada et qui a rendu un autre joueur tétraplégique. Ce qu'il faut retenir de l'arrêt Zaccardo, c'est que la violation d'une règle élémentaire de prudence contenue dans la soft law (par ex. règle sportive, règle d'hygiène, règle de sécurité) va faire présumer le lien causal entre la faute et le dommage.